# Filialkirche Ruprechtshofen

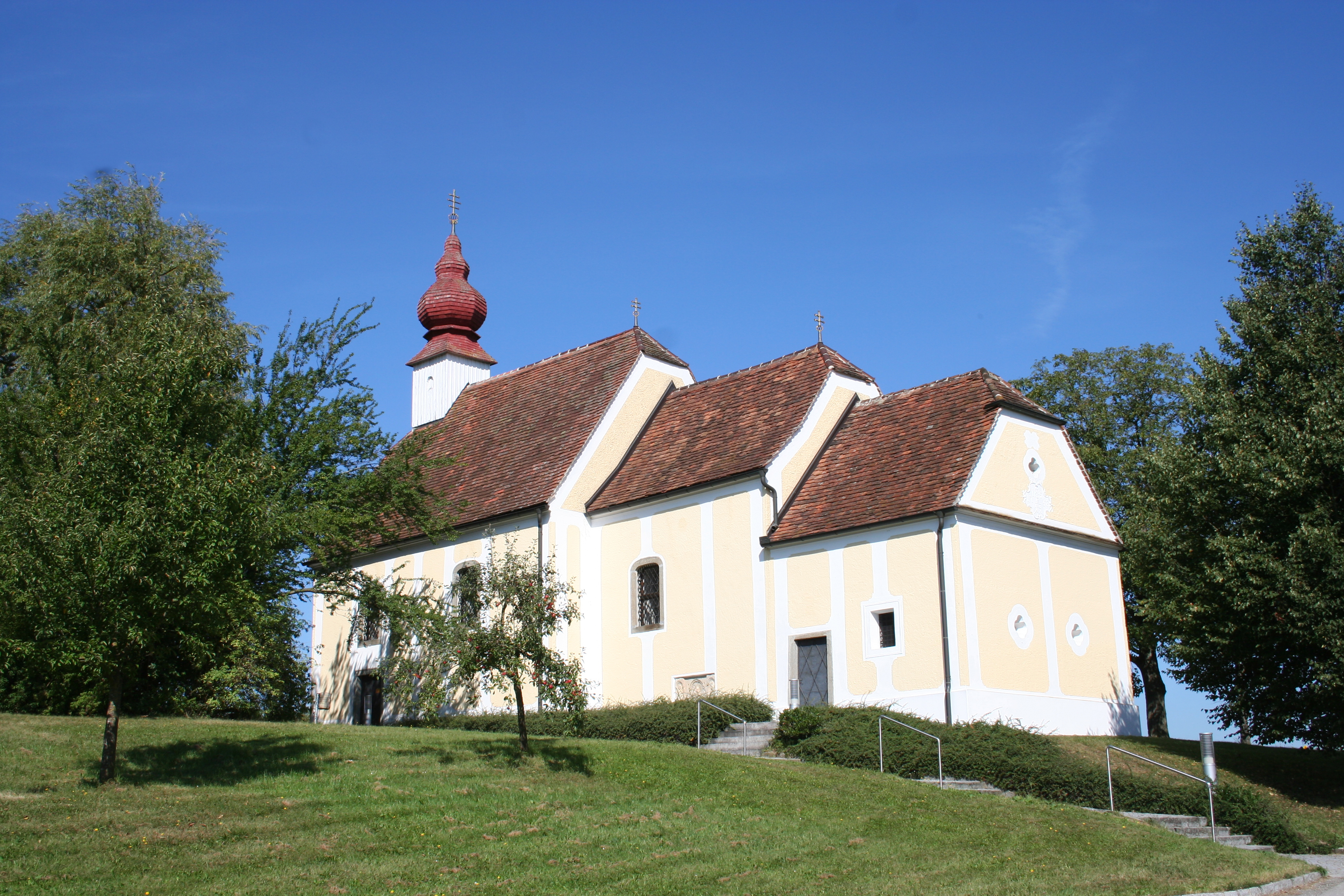
Filialkirche Ruprechtshofen

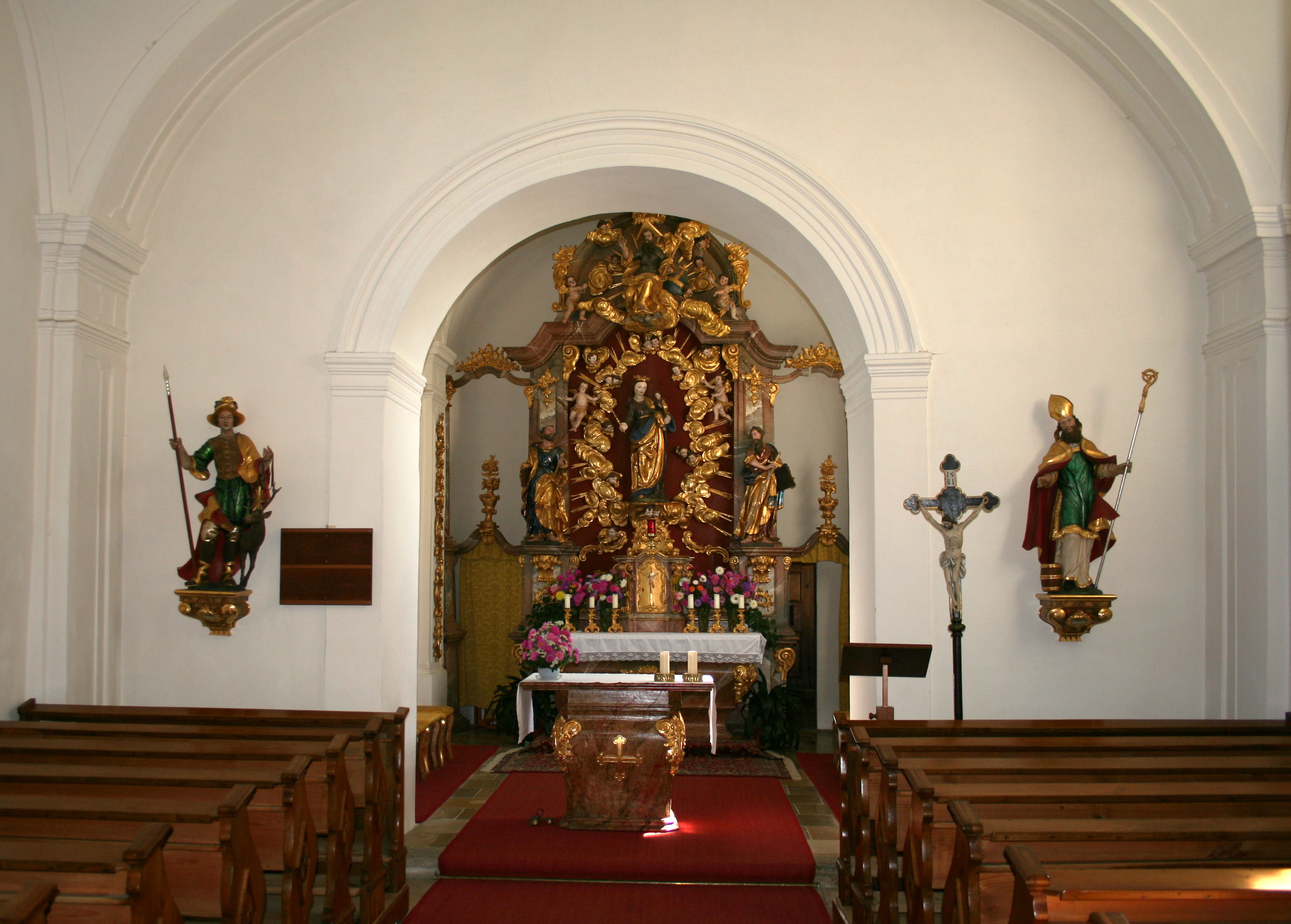
Innenansicht zum Chor

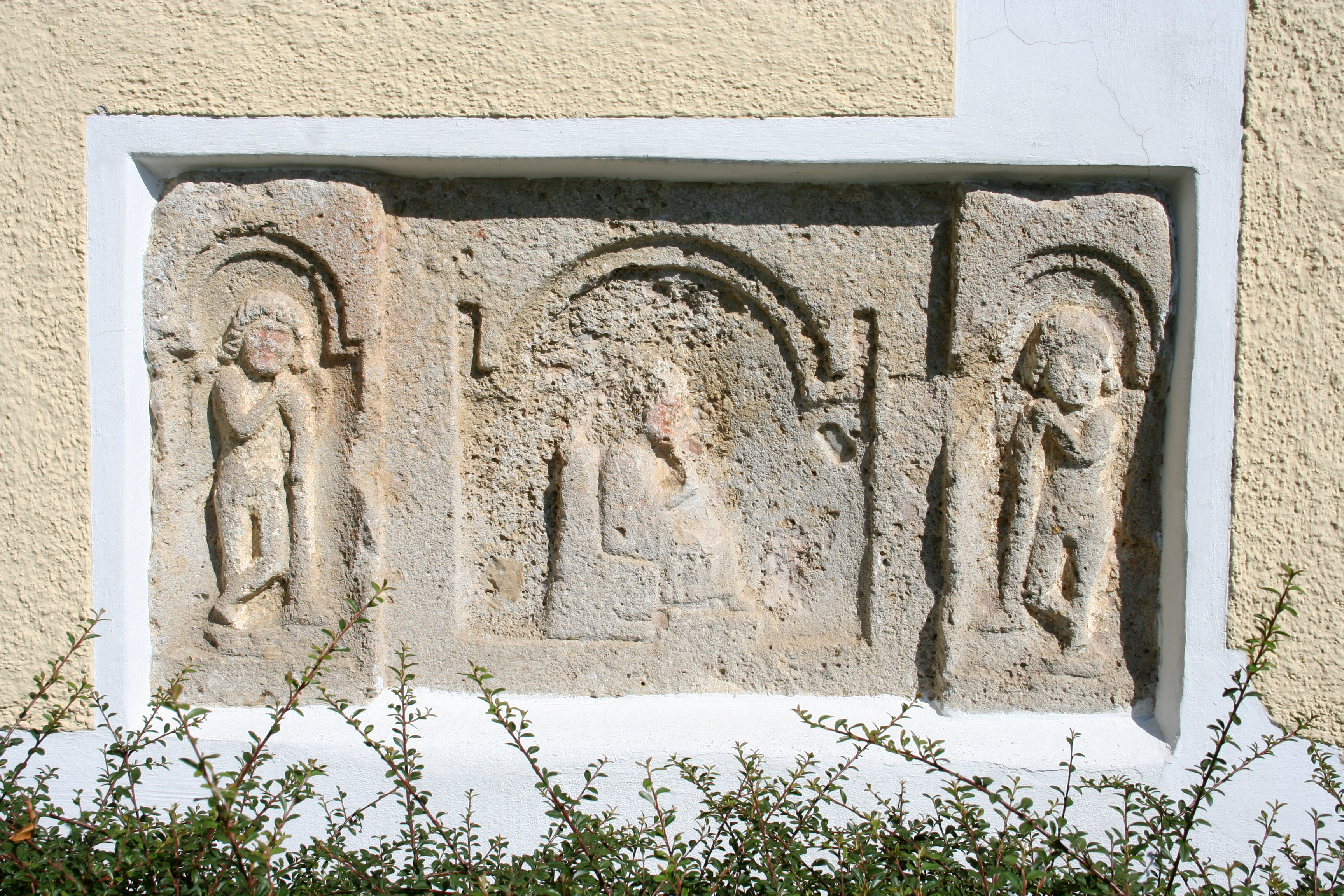
Römerstein in der südlichen Außenwand

Die Filialkirche Ruprechtshofen steht in der Ortschaft Ruprechtshofen in der Gemeinde Niederneukirchen in Oberösterreich. Die römisch-katholische Filialkirche hl. Jungfrau Maria und Hll. Peter und Paul gehört zur Pfarre Niederneukirchen (Pfarrkirche Niederneukirchen) sowie zum Dekanat Enns-Lorch in der Diözese Linz. Die Kirche steht unter Denkmalschutz (Listeneintrag).

## Geschichte
Die Kirche wurde von 1754 bis 1758 erbaut.

## Architektur
Der kleine Kirchenbau auf einer Anhöhe zeigt gestaffelte Dächer. Das einschiffige zweijochige Langhaus ist mit böhmischen Kappen gewölbt und ist stuckrahmenverziert. Der eingezogene niedrige einjochige Chor hat einen geraden Schluss und einen dahinter stehenden Sakristeianbau. Der westliche Dachreiter trägt einen Zwiebelhelm.

## Ausstattung
Der Hochaltar im Stil des Rokoko ist aus dem dritten Viertel des 18. Jahrhunderts und trägt eine übergangene gotische Muttergottesstatue aus dem Anfang des 16. Jahrhunderts.
An der südlichen Außenwand befindet sich ein 137 × 17 cm großer, römischer Grabstein ungeklärter Herkunft.